# Плеймейт
Playmate са модели които се снимат за списание „Плейбой“ като момиче на месеца. На всеки плакат е изписано Мис месец и се наричат „Плеймейт на месеца“ (Playmate of the Month) или „Момиче на месеца“. В САЩ всяко едно от момичетата на месеца в началото на следващата година имат шанса да спечелят титлата „Плеймейт на годината“ (Playmate of the Year).

## В България
В България изборът на Момиче на годината става с кастинг. Всяка година се обявява кастинг на които се избират 12 момичета след което се прави специална фотосесия на всичките момичета и се издава брой на списанието с тях. В следващите месеци се провежда и спектакъл който е под формата на ревю и в края му се определя момичето което е избрано от читателите на списанието. Победителката печели титлата „Плеймейт на годината“ за годината в която е проведен кастинга, плюс чисто нов автомобил и поява на корицата на списанието. Нейните две подгласнички печелят утешителни награди. В България най-често „Момиче на месеца“ стават открития на списанието чрез изпратени снимки на имейла на изданието или момичетата които не са стигнали до финала на „Плеймейт на годината“.
- Първият Български Плеймейт е Мис Април 2002 Борислава Христова, която по това време е била барманка.

- А първата Плеймейтка която става любимка на читателите и се снима за корицата на Playboy е Десислава Христова (Мис Април 2003 г.). През 2003 г. се снима за списанието като „Мис Април“ и на следващата година се появява на корица на списанието през месец април 2004 г.

- Първият български „плеймейт“ с Азиатски корени е Мис Януари 2004 г. Христина Конг Гуен.

- Първият „плеймейт“ от конкурса „Playmate of the Year“ сниман като момиче на месеца е Мис Юли 2004 Виолина Гънгълова. Но плакатът не е с нея, а с победителката в конкурса за 2004 г. Мадлен Пенева.

- Първият Двоен „Playmate“ с две момичета е направен за месец Август 2004 със Славена Славова и Ана Маринова които са участнички от първия конкурс за „Playmate of the Year“.

- Първият българо-американски „Playmate“ е Мис Февруари 2005 Стефани Чао.

- Първият „Playmate“ с момиче с къса коса е този на Мис Декември 2005 Десислава Ковачева отново участничка в конкурса за „Playmate of the Year“ но за 2005

- Първият „Playmate of the Year“ е за 2004 година – Мадлен Пенева.

- Най-кратко царувала Playmate of The Year-6 месеца – Дорис Дилова Playmate Of The Year 2010

- Най-известна сред всички е Николета Лозанова Playmate Of The Year 2006

- Безкрайна е титлата на Ева Славова - последната победитлка Playmate Of The Year 2020

- Последна победителка в конкурса - Ева Славова Playmate Of The Year 2020

## Мис Плеймейт на годината
От 2004 г. „Плейбой“ в България организира и конкурса „Мис България Плеймейт“. Всяка година чрез кастинги биват избрани 12 момичета, които да се борят за титлата. На финала жури избира „Мис България Плеймейт на годината“, която получава като награда нов автомобил.

### I конкурс (2004)
1. Мадлен Пенева – първо място
2. Румяна Найденова – второ място
3. Яница Иванова – трето място

### II конкурс (2005)
1. Албена Петрова – първо място
2. Мария Целкинска – второ място
3. Доли Димитрова – трето място

### III конкурс (2006)
1. Николета Лозанова – първо място
2. Илияна Панталеева – второ място
3. Мина Аврамова – трето място

### IV конкурс (2007)
1. Златка Райкова – първо място
2. Велислава Иванова – второ място
3. Ваня Тихова – трето място

### V конкурс (2008)
1. Мария Цветкова – първо място
2. Ваня Ханджиева – второ място
3. Кристина Диманова – трето място

### VI конкурс (2009)
1. Златка Димитрова – първо място
2. Светлана Василева – второ място
3. Даниела Илова – трето място

### VII конкурс (2010)
1. Дорис Дилова – първо място
2. Евгения Ангелова – второ място
3. Благовеста Цакова – трето място

### VIII конкурс (2011)
1. Меги Колева – първо място
2. Галина Димитрова – второ място
3. Моника Кръстева – трето място
4. Мария Вачева – четвърто място

### IX конкурс (2012)
1. Силвия Бахати – първо място
2. Гентиана Халити – второ място
3. Мелиса Александрова – трето място

### X конкурс (2013)
1. Елена Кучкова – първо място
2. Кристина Димитрова – второ място
3. Биляна Евгениева – трето място
4. Маги Тенева – четвърто място

### XI конкурс (2014)
1. Виктория Ананиева – първо място
2. Марина Борисова – второ място
3. Катерина Миленкова (Kety Core) – трето място
4. Ралица Петрова – четвърто място

### XII конкурс (2015)
1. Ася Капчикова – първо място
2. Дилена Димитрова – второ място
3. Анджелина Атанасова – трето място
4. Мартина Юрукова – четвърто място

### XIII конкурс (2016)
1. Магдалена Бадер – първо място
2. Гергана Стаменова – второ място
3. Зорница Цветанова – трето място
4. Десислава Димитрова – четвърто

### XIV конкурс (2017)
1. Нора Недкова – първо място
2. Анна-Мария Чернева – второ място
3. Даниела Иванова – трето място

### XV конкурс (2018)
1. Жанета Осипова – първо място
2. Дениз Хайрула – второ място
3. Несрин Исинова – трето място

### XVI конкурс (2019)
1. Михаела Тодорова – първо място
2. Натали Найденова – второ място
3. Милица Минчева – трето място

### XVII конкурс (2020)
1. Ева Славова – първо място
2. Диана Габровска – Playnet
3. Ани Грудева – трето място

### XI Конкурс (2014)
- 1. Виктория Ананиева – първо място
- 2. Марина Борисова – второ място
- 3. Катерина Миленкова – трето място

### Конкурс (2016)
- 1. Маги Бадер – PLAYMATE 2016
- 2. Гергана Стаменова - PLAYSTAR
- 3. Зорница Цветанова - PLAYGIRL

### Конкурс (2017)
- 1. Нора Недкова – PLAYMATE 2017
- 2. Анна-Мария Чернева - PLAYSTAR
- 3. Даниела Димитрова - PLAYGIRL

### Конкурс (2018)
- 1. Жанета Осипова – PLAYMATE 2018
- 2. Дениз Хайрула - PLAYSTAR
- 3. Несрин Исинова - PLAYGIRL

### Конкурс (2019)
- 1. Михаела Тодорова – PLAYMATE 2019
- 2. Натали Найденова - PLAYSTAR
- 3. Милица Минчева - PLAYGIRL

### Конкурс (2020)
- 1. Ева Славова – PLAYMATE 2020
- 2. Диана Габровска - PLAYNET
- 3. Ани Грудева - PLAYSTAR